# Rogowo (powiat Żniński)
Rogowo is een dorp in het Poolse woiwodschap Koejavië-Pommeren, in het district Żniński. De plaats maakt deel uit van de gemeente Rogowo en telt ca. 2000 inwoners.

## Verkeer en vervoer
- Station Rogowo